# Агранов Яків Саулович
Яків (Янкель) Саулович Агранов (Шмаєвич, Шевелєвич) (12 (24) жовтня 1893 , Чечерськ, Могильовська губернія, Російська імперія  — 1 серпня 1938 , Москва ) — співробітник ВЧК — ОГПУ — НКВД, комісар державної безпеки 1-го рангу (26 листопада 1935), один з організаторів масових репресій 1920-х — 1930-х років. Член Центральної Ревізійної Комісії ВКП(б) у 1934—1937 роках.

## Біографія
Народився в місті Чечерську Рогачовського повіту Могильовської губернії в родині дрібного єврейського торговця (токаря). З 1906 по 1911 рік працював репетитором у Чечерську. У 1911 році закінчив чотирикласне міське початкове училище міста Чечерська.
З вересня 1911 по березень 1913 року працював конторником на галантерейному складі братів Лейкіних у Гомелі. З квітня 1913 по квітень 1915 року — конторник на лісовому складі Лєвіна в Гомелі.
Член партії соціалістів-революціонерів (есерів) з 1912 по 1915 рік.
У 1914 році був призваний до російської армії, але демобілізований за станом здоров'я.
З квітня по липень 1915 року перебував у в'язниці. У липні 1915 — березні 1917 року — на засланні в Єнісейському повіті Єнісейської губернії. У березні 1917 року амністований.
Член РСДРП(б) з грудня 1915 року.
У квітні 1917 — лютому 1918 року — секретар Поліського обласного комітету РСДРП(б) у Гомелі. Одночасно з грудня 1917 по лютий 1918 року — голова комітету Всеросійського союзу міст Західного фронту в Мінську та Гомелі.
У лютому 1918 — січні 1919 (за іншими даними — березні 1921) року — секретар Ради народних комісарів Російської РФСР.
З травня 1919 року — у Всеросійській надзвичайній комісії (ВЧК). У травні 1919 — 1920 року — уповноважений Особливого відділу ВЧК при РНК РРФСР. До грудня 1920 року — заступник начальника Управління Особливого відділу ВЧК при РНК РРФСР. З 1 січня по 28 квітня 1921 року — начальник XVI-го спеціального відділення Особливого відділу ВЧК при РНК РРФСР. 28 квітня 1921 — 2 листопада 1922 року — особливоуповноважений із найважливіших справ при начальникові Секретно-оперативного управління ВЧК (ДПУ НКВС) РРФСР. 2 листопада 1922 — 1 лютого 1923 року — начальник Особливого бюро у справах адміністративного вислання антирадянських елементів і інтелігенції Секретно-оперативного управління ДПУ НКВС РРФСР. 1 лютого — 15 жовтня 1923 року — особливоуповноважений із найважливіших справ при начальникові Секретно-оперативного управління ДПУ НКВС РРФСР.
24 травня 1923 — 26 жовтня 1929 року — заступник начальника Секретного відділу ОДПУ при РНК СРСР.
26 жовтня 1929 — 14 березня 1931 року — начальник Секретного відділу ОДПУ при РНК СРСР. Одночасно, 24 травня 1930 — 14 березня 1931 року — помічник начальника Секретно-оперативного управління ОДПУ при РНК СРСР. 14 березня — 1 вересня 1931 року — начальник Секретно-політичного відділу ОДПУ при РНК СРСР.
31 липня 1931 — 20 лютого 1933 року — член колегії ОДПУ при РНК СРСР.
1 вересня 1931 — 20 лютого 1933 року — повноважний представник ОДПУ при РНК СРСР по Московській області. Одночасно, 22 жовтня 1931 — 11 червня 1932 року — начальник Особливого відділу Московського військового округу.
20 лютого 1933 — 10 липня 1934 року — заступник голови ОДПУ при РНК СРСР.
10 липня 1934 — 15 квітня 1937 року — 1-й заступник народного комісара внутрішніх справ СРСР.
Одночасно, з 3 по 10 грудня 1934 року — т.в.о. начальника Управління НКВС по Ленінградській області.
26 грудня 1936 — 15 квітня 1937 року — начальник Головного управління державної безпеки (ГУДБ) НКВС СРСР.
15 квітня — 17 травня 1937 року — заступник народного комісара внутрішніх справ СРСР — начальник IV-го відділу ГУДБ НКВС СРСР.
17 травня — 20 липня 1937 року — начальник Управління НКВС по Саратовській області.
20 липня 1937 року заарештований органами НКВС. Засуджений Воєнною колегією Верховного суду СРСР 1 серпня 1938 року до страти, розстріляний того ж дня. Похований на полігоні «Комунарка» біля Москви.
Не реабілітований.

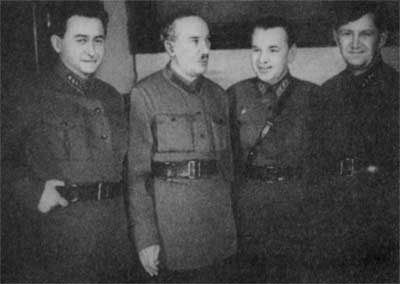
Зліва-направо: Яків Агранов, Генріх Ягода, невідомий, Станіслав Реденс

## Звання
- Комісар державної безпеки 1-го рангу (26.11.1935)

## Нагороди
- два ордени Червоного Прапора (14.12.1927, 20.12.1932)